# 帕利·米斯卡
帕利·米斯卡（1931年5月19日—2009年9月？日），是阿尔巴尼亚的政治家、党和国家领导人，阿尔巴尼亚劳动党中央政治局委员，阿尔巴尼亚工业和矿业部长、部长会议副主席、能源部部长、农业部部长。1991年2月21日去职。1993年，被指控和另外八名前高级官员“滥用资金”，被逮捕判刑。